# Thomas Wiedermann
Thomas Wiedermann  (* 1953 in Berlin; † 2006) war ein deutscher Improvisationsmusiker (Posaune, auch Komposition).

## Wirken
Wiedermann absolvierte ein Orchestermusik-Studium an der Hochschule der Künste Berlin. Nach seinem Studienabschluss war er als freischaffender
Musiker vor allem in den Bereichen „Improvisierte Musik“, aber auch Alte Musik tätig.
Wiedermann gehörte bereits Mitte der 1970er Jahre zum Quintett von Friedemann Graef, mit dem er beim Total Music Meeting auftrat und 1987 das Album Daily New Paradox aufnahm. Ab 1978 war er Mitglied im Berlin Jazz Workshop Orchestra, mit dem zwei Tonträger entstanden. Daneben trat er im Nordeuropäischen Melodie- und Improvisationsorchester von Sven-Åke Johansson auf (Album auf Grob 2004), später auch in anderen Improvisationsorchestern der Berliner Szene. 1988 realisierte er die Uraufführung einer Komposition von Martin Daske, die er auch 1990 auf dem Festival Inventionen aufführte. Im selben Jahr wurde er Teil des Cecil Taylor Workshop Ensemble, mit dem das Album Melancholy, 1990 entstand. Seit 1995 war er Mitglied im Not Missing Drums Project um Thomas Böhm-Christl und Joachim Gies und an drei seiner CDs für Leo Records beteiligt. Er ist weiterhin auf Alben von Michael Sell (1980) und Klaus Lenz (Jazz & Rock Machine: Fusion, 1978) zu hören.
2006 trat Wiedermann noch mit Graef und Christian Marien auf. Außerdem wirkte er als Posaunenlehrer.

## Diskographischer Hinweis
- Andreas Boje, Thomas Wiedermann, Harry Miller, Manfred Kussatz: Berlin 'Bones (FMP 1981)